# 中国姑娘
《中国姑娘》（法語：La Chinoise）是法國導演尚盧·高達拍攝的一部政治電影。該片攝製於1967年，“五月風暴”的一年之前，被視為新左派運動的預演。該片並不在高達最受關注的影片之列，然而部分影評人，包括寶琳·凱爾、安德魯·薩里斯和雷納塔·阿德勒等人將其列為高達最好的影片之一。詩人路易·阿拉貢為此寫了一篇《論拼貼》的論文。讚揚高達在片中運用的電影拼貼手法，不僅就人們對高達影片中“七拼八凑”、“尋章摘句”的指責進行辯護，還認為《中國姑娘》的“新的小說結構”是他的一大發明、以文學性副標題把影片分成若干章節使人耳目一新。

## 情节
1960年代下半叶的某一天，巴黎银行家的女儿维洛尼卡在借来的住宅里和朋友们召开“马列主义共产党”支部会议。房间里堆放着一大批小红皮书，墙壁上醒目地挂着手写的毛泽东语录。各个人物开始轮流以特写镜头出现，面对摄影机现身说法。
演员吉罗姆上场解释新戏剧和中国学生在莫斯科大街散发传单受阻等事。女佣伊沃娜谈起她出生的农村，谈她来城市谋生、业余当妓女，是“资本主义社会矛盾”活生生的证明。“中国姑娘”维涪尼卡上台号召大家炸掉巴黎大学，卢浮宫和法兰西喜剧院，并悔恨自己出生于资产阶级……
在“支部”已离去的那所房子里，主人们已从外地回来，从墙上取下“条条道路通北京”的标语。这时响起维洛尼卡的画外音：“这只是万里长征的第一步”。